# Glacier Grand Désert
Glacier Grand Désert – lodowiec o długości 2 km (2005 r.) i powierzchni 1,89 km² (1973 r.).
Lodowiec położony jest na zboczu szczytu Rosablanche w Alpach Pennińskich w kantonie Valais w Szwajcarii.